# Acqua (Fabrizio Moro)
Acqua è un singolo del cantautore italiano Fabrizio Moro, pubblicato il 3 marzo 2015 come primo estratto dal settimo album in studio Via delle Girandole 10.

## Descrizione
Il cantautore ha dichiarato: 

## Video musicale
Il videoclip ufficiale del brano è stato pubblicato in anteprima sul sito dell'ANSA, il 28 febbraio 2015.

## Tracce
Testi di Fabrizio Moro, musiche di Fabrizio Moro e Roberto Cardelli.
1. Acqua – 3:43